# Жан Клуе
Жан (или Жанет) Клуе (1480–1541) је био минијатуриста и сликар који је радио у Француској током Високе ренесансе. Жан Клуе и његов син Франсоа Клуе су били једни од најранијех францускихсликара минијатура. 

## Биографија
Аутентично присуство овог умјетника на француском двору први пут се помиње 1516. године, друге године владавине Франсоа I. Претпоставља се да је био родом из Ниских земаља, а право име му је вјероватно било Клоет. Живио је неколико година у Туру и тамо је упознао своју жену Жану Буко, која је била кћерка златара.
Забиљежено је да је живио у Туру 1522. године, а помиње се и резиденција његове жене у истом граду 1523.  Он и његова жена су сигурно живјели у Паризу 1529.
Његов брат, познат као Клует де Наваре, био је у служби Маргуерите д'Ангоулеме, сестре Франсое I, а помиње се у писму које је Маргуерите написала око 1529. Жан Клуе је имао двоје дјеце, Франсоа и Катарину,  који је после његове смрти наставио професију.
Жан Клуе је несумњиво био веома вjешт сликар портрета. Портрет математичара Оронса Финеа насликао је 1530. године, када је Фајн имао тридесет шест година, али је сада портрет познат само по отисцима. Међутим, генерално се вjерује да је Џенет била одговорна за велики број од 130 предивних цртежа портрета који се сада чувају у Музеју Kонде у Шантилију, и други у Националној Библиотеци. Постоји десетак његових слика и мање минијатура, као што су два портрета Франсое I и два мања у његовој радионици у Лувру, слика непознатог човека у Хемптон Корту.

### Цртежи и минијатуре
Седам минијатурних портрета о Галском рату у Националној Библиотеци приписује се Џенет са великом вјероватноћом, а њима се може додати и осми у колекцији Ј. Пиерпонта Моргана, који представља Карла I де Косеа. Постоје и друге минијатуре у колекцији господина Моргана, које се са извјесно великим степеном вјероватноће могу приписати Жану Клуеу, будући да веома подсјећају на цртеже портрета у Шантију и у Паризу за које се сматра да су његово дело.
Збирка цртежа сачувана у Француској, а која се приписује овом умјетнику и његовој школи, обухвата портрете свих значајних личности из времена Франсоа I. У једном албуму цртежа портрете је анотирао сам краљ и његова весела размишљања, једљиве подсмехе или заједљиве сатире, у великој мјери доприносе правилном разумевању живота његовог времена и двора. Међутим, још увек недостају одређени докази који би утврдили приписивање најбољих цртежа и одређених уљаних слика Жану Клуеу.

## Позната дјела
- Портрет Франсое I као Светог Јована Крститеља, 1518, уље на дасци, 96,5 x 79 цм, Лувр, Париз.[3]
- Портрет банкара, 1522, уље на дасци, 42,5 x 32,7 цм, Музеј умјетности Сент Лоуис.
- Портрет Мадлен од Француске, в. 1522, уље на дасци, 16,1 x 12,7 цм.
- Портрет Шарлоте од Француске, в. 1522, уље на дасци, 17,78 x 13,34 цм, Минеаполис Институте оф Арт.[4]
- Портрет Клода де Лорене, војводе од Гиза, 1528–1530, уље на дасци, 29 x 26 цм, Палацо Пити, Фиренца.
- Портрет Франсое I ,  1530, уље на дасци, 96 x 74 цм, Лувр.

## Галерија одабраних дјела
- Портрет Габриеле дЕстрес
- Карлос III
- Портрет Беатрис Пачеко
- Портрет банкара